# Gouvernement Ben Gourion I
État d'Israël
Gouvernement provisoire Gouvernement Gourion II
Le premier gouvernement d'Israël est formé par David Ben Gourion le 8 mars 1949, un mois et demi après les élections à la première Knesset. Son parti Mapaï forme une coalition avec le Front religieux uni, le Parti Progressiste, les Communautés séfarades et orientales et la Liste démocratique de Nazareth, le gouvernement est composé de 12 ministres.

## Historique
Une loi promulguée pendant le mandat du premier gouvernement est une loi sur l'éducation en 1949 qui a introduit la scolarité obligatoire pour tous les enfants âgés de 5 à 14 ans.
Ben Gourion démissionne le 15 octobre 1950 après que le Front religieux uni se soit opposé à ses demandes de fermeture du ministère de l'Approvisionnement et du rationnement et à la nomination d'un homme d'affaires au poste de ministre du Commerce et de l'Industrie, ainsi que des problèmes d'éducation dans les Ma'abarot.

## Composition
| Portefeuille                                                                 | Titulaire | Titulaire              | Parti                               |
| ---------------------------------------------------------------------------- | --------- | ---------------------- | ----------------------------------- |
| Premier ministre Ministre de la Défense                                      |           | David Ben Gourion      | Mapaï                               |
| Ministre de l'Agriculture Ministre du Rationnement et de l'Approvisionnement |           | Dov Yossef             | Mapaï                               |
| Ministre de l'Éducation et de la Culture                                     |           | Zalman Shazar          | Mapaï                               |
| Ministre des Affaires étrangères                                             |           | Moshé Sharett          | Mapaï                               |
| Ministre des Finances Ministre du Commerce et de l'Industrie                 |           | Eliezer Kaplan         | Mapaï                               |
| Ministre de la Santé Ministre de l'Immigration Ministre de l'Intérieur       |           | Haim-Moshe Shapira     | Front religieux uni                 |
| Ministre de la Justice                                                       |           | Pinhas Rosen           | Parti progressiste                  |
| Ministre du Travail et de la Sécurité sociale                                |           | Golda Meir             | Mapaï                               |
| Ministre de la Police                                                        |           | Bechor-Shalom Sheetrit | Communautés séfarades et orientales |
| Ministre des Religions Ministre des Victimes de guerre                       |           | Yehuda Leib Maimon     | Front religieux uni                 |
| Ministre des Transports                                                      |           | David Remez            | Mapaï                               |
| Ministre du Bien-être                                                        |           | Yitzhak-Meir Levin     | Front religieux uni                 |